# Anna Johansson
Anna Johansson (Gotemburgo, 29 de maio de 1971) é uma política sueca, do Partido Social-Democrata.

Foi Ministra das Infraestruturas no Governo Löfven, entre 2014 e 2017, ano em que pediu a exoneração.